# 속격
속격(屬格, 영어: Genitive case)은 언어의 격 중 하나로, 한 명사가 다른 명사를 수식하도록 하는 기능을 가지고 있다. 일반적으로 소유, 소속의 의미를 나타내는 데 쓰이는 격이나, 소속이 아닌 명사 사이의 특수한 관계를 표기하는 데 쓰이기도 한다.
속격은 어떤 언어에서 사용되느냐에 따라 명칭이 달라지기도 한다. 속격의 역할을 하는 격은, 영어에선 소유격(所有格)이라고 불리는 경우가 잦으며, 슬라브어파 언어들에선 생격(生格)으로 불린다. 그러나 이는 명칭의 차이에 지나지 않으며 격의 근본적인 성질에는 별 차이가 없다.

## 기능
일반적으로 속격은 문장 내에서 다음의 의미를 나타내나, 언어에 따라 차이가 있을 수 있다.
- 소유
- 구성
- 행위에의 참여
- 기원
- 서술
- 연립(동격)
- 합성

위의 쓰임에 따라 속격은 의미상의 주어, 목적어 역할을 하거나, 부사나 형용사의 기능을 부여하기도 한다. 또한 속격의 일부 기능은 부분격, 탈격 등의 다른 격들의 기능과 겹치기도 한다.

## 같이 보기
- 주격
- 여격
- 대격